# Le livre noir du Canada anglais
Le livre noir du Canada anglais (französisch für Schwarzbuch Anglo-Kanada) ist ein Sammelband bestehend aus drei Büchern des Québecer Investigativjournalisten Normand Lester. Darin dokumentiert er die Diskriminierung in Kanada, namentlich seitens der angelsächsischen Mehrheit gegen Frankokanadier, Juden und First Nations.

## Entstehung
Das Buch entstand als Reaktion auf das in der englischsprachigen Medienlandschaft sogenannte „Quebec bashing“ nach Ausstrahlung der Heritage Minutes / Minutes du Patrimoine, welche wichtige Aspekte der kanadischen Geschichte bisweilen beschönigten, auf die Berichterstattung zum Québec-Referendum 1995 und auf die Werbekampagne der Föderalisten, die sich später zum „Sponsor-Skandal“ auswuchs, weil innerhalb der Kampagne die Korruption wucherte. Laut Lester waren die anglokanadischen Medien vorschnell dabei, wenn es sich darum drehte, verzerrte oder gar unwahre Meldungen zu verbreiten, etwa als angeblich eine Nazihymne auf einer frühen Veranstaltung der Souveränisten Québecs gesungen wurde, was in Wirklichkeit ein völlig anderes Lied mit zufällig ähnlichem Titel war.

## Absicht
Das Buch sucht eine Widerlegung der Behauptungen der Föderalisten. Es zeigt, dass der Unabhängigkeitsbewegung Québecs keine faschistischen oder antisemitischen Züge innewohnten und dass diese Vorurteile im restlichen Kanada im Übermaß reproduziert wurden. Band eins beschreibt, wie der frühere (anglokanadische) Premier Richard Bedford Bennett den (frankokanadischen) Faschisten Adrien Arcand finanzierte. Die Veröffentlichung resultierte in der Beurlaubung Lesters seitens Société Radio-Canada.

## Bände
- Le livre noir du Canada anglais (2001; ISBN 2-89549-045-7)
- Le livre noir du Canada anglais 2 (2002; ISBN 2-89549-065-1)
- Le livre noir du Canada anglais 3 (2003; ISBN 2-89549-117-8)